# Aleksandr Kerjakov
Aleksandr Anatólievitx Kerjakov (en rus: Александр Анатольевич Кержаков) (Kingisepp, 7 de novembre de 1982) és un futbolista rus, que ocupa la posició de migcampista atacant.

## Trajectòria

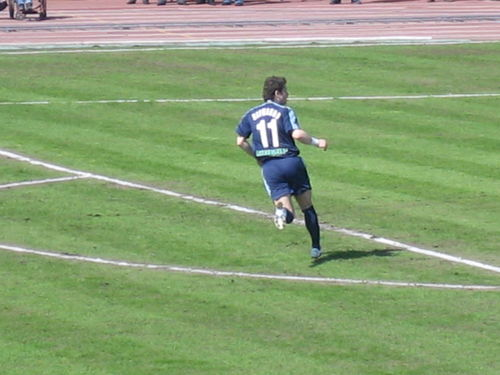
Kerjakov amb el Zenit

Iniciat a l'escola de futbol Smena de Sant Petersburg, comença la seua carrera l'any 2000 a les files del FC Svetogorets Svetogorsk, amb qui guanya la lliga regional, marcant 18 gols. A l'any següent és transferit al FC Zenit Sant Petersburg. Debuta en març i al juny marca el seu primer gol, davant l'Spartak de Moscou. En aquesta primera temporada va ser el segon davanter, després d'Alexander Panov. Va ajudar que el Zenit acabara tercer de la lliga russa, i subcampió dos anys després, gràcies a la seua dupla amb Andrei Arxavin.
El 2003 es consolida com a titular, sent el màxim golejador del campionat rus a l'any següent. També hi va destacar a les competicions europees, com a la Copa de la UEFA 05/06, on van plantar-se a quarts de final.
Durant el 2006, el migcampista va passar a ser suplent. A finals d'eixe any, va ser transferit al Sevilla FC per 5 milions d'euros. Eclipsat pel bon joc de Luis Fabiano i Kanouté, va tenir la possibilitat de fer el gol definitiu en un altre quart de final de la Copa de la UEFA, davant el Tottenham anglès.
Amb el relleu de Juande Ramos per Manuel Jiménez a la banqueta andalusa, Kerjakov va perdre protagonisme dins l'equip, amb només quatre aparicions. Va acabar la temporada 07/08 amb 11 partits i 3 gols.

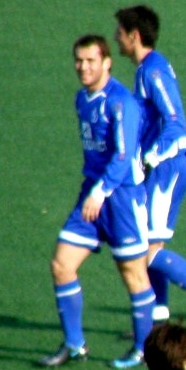
Aleksandr Kerjakov amb el FC Dinamo Moscou

Al febrer de 2008 s'anuncia el seu fitxatge pel Dinamo de Moscou. Al club moscovita recupera la titularitat.

## Internacional
Kerjakov ha estat internacional rus en 50 ocasions, tot marcant 15 gols. Va debutar en partit davant Estònia el 27 de març de 2002. Hi va participar en el Mundial de Corea i Japó disputat eixe mateix any. També hi va formar part del combinat rus que hi va disputar l'Eurocopa de 2004.

## Títols
- Copa de la Lliga de Rússia: 2003
- Màxim golejador de la lliga russa: 2004 (18 gols)
- Copa de la UEFA: 2007
- Copa del Rei: 2007